# 岡崎市立常磐東小学校
岡崎市立常磐東小学校（おかざきしりつ ときわひがししょうがっこう）は、愛知県岡崎市米河内町にある公立小学校。

## 概要
1901年（明治34年）に創立した。

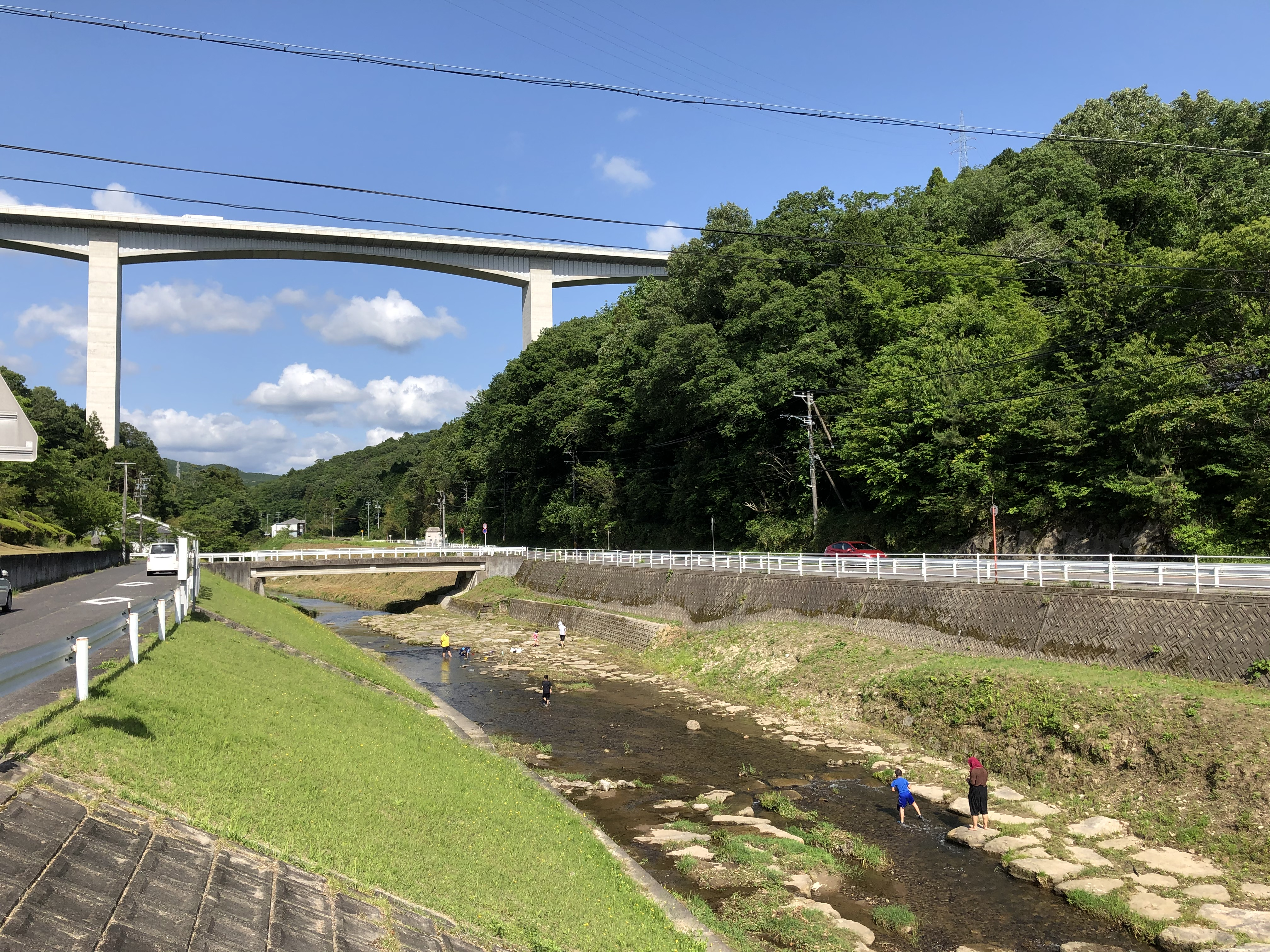
校舎に隣接する青木川

常磐南小学校と常磐小学校とともに、岡崎市立常磐中学校の学区を構成する。
| 調査日       | 児童数 | 通常学級 | 特別支援学級 |
| ------------ | ------ | -------- | ------------ |
| 2013年4月8日 | 48人   | 6        | 0            |
| 2019年5月1日 | 46人   | 6        | 0            |
| 2020年5月1日 | 47人   | 6        | 0            |
| 2021年5月1日 | 49人   | 6        | 2            |

## 学区
| 町名                                             | 進学先     |
| ------------------------------------------------ | ---------- |
| 安戸町、蔵次町、大柳町、新居町、小丸町、米河内町 | 常磐中学校 |

## 沿革
- 1901年（明治34年）4月 - 米山・大柳・福田の3校を合併し、鼎（かなえ）尋常小学校として開校[5]。
- 1906年（明治39年）12月 - 村合併により、かなえ尋常小学校を廃止し、常磐東尋常小学校を開校する。
- 1947年（昭和22年）4月 - 学校教育法の施行に伴い、額田郡常磐村立常磐東小学校と改称。
- 1987年（昭和62年）4月 - 校舎を安戸町から米河内町に移転新築[6]。
- 2001年（平成13年）11月 - 創立100周年・移転新築15年記念式典催行。「常東ランド」が完成。
- 2009年（平成21年）8月 - 学校環境緑化コンクールにおいて、愛知県知事賞を受賞。
- 2010年（平成22年）3月 - 全日本学校関係緑化コンクールにおいて、文部科学大臣賞を受賞。